# 鶴崎貴大
鶴崎貴大（或者貴大）是日本插畫家。主要擔當成人向美少女遊戲的原畫及人物設計、輕小說封面及插畫工作。同人社團「Private Garden」的主持人。

## 作品
成人遊戲
- Dark Blue（LiLiM DARKNESS，原畫）
- WIZARD GIRL AMBITIOUS（sugar pot、繪圖）[1]
- 架向星空之橋（feng，原畫）
  - 架向星空之橋AA（feng，原畫）
- ちいさな彼女の小夜曲（feng，原畫）
- ずっとあなたが女子でした（feng，原畫）
- 閃鋼のクラリアス（戲畫，客串插畫[2]）

輕小說
- 戀愛製造機！（本田透，MF文庫J，東立出版社代理）
- 僕は彼女の9番目（佐野しなの，電擊文庫）
- 妹妹x殺手x宅配便（九邊健二，GA文庫，尖端出版代理）
- 神なる姫のイノセンス（鏡遊，MF文庫J）
- Dソード・オブ・レジェンド（番棚葵，Super Dash文庫）
- 銀彈的銃劍姬（紫雪夜，MF文庫J，尖端出版代理）
- 異世界魔王與召喚少女的奴隸魔術（紫雪夜，講談社輕小說文庫，東立出版社代理）
- 魔王築城記！～最強迷宮是近代都市～（月夜涙、GA文庫，青文出版社代理）
- おお魔王、死んでしまうとは何事か 〜小役人、魔王復活の旅に出る〜（榊一郎、講談社輕小說文庫）

成年向小說
- 転生剣士の奴隷ハーレム（朱月十話、美少女文庫）

其他
- 灰色的果實（第5話提供插畫）
- 絕對雙刃（第1話片尾插畫）
- 異世界魔王與召喚少女的奴隸魔術（片尾插畫）
- 貓娘樂園（第1話片尾插畫）

## 備註
1. ↑  .   [2012-10-09]. （原始内容存档于2014-08-10） （日语）.
2. ↑  鶴崎貴大の2021年1月15日のツイート、. Retrieved 2021-1-15.

## 外部連結
- Private Garden（页面存档备份，存于）（個人網站） （日語）
- 鶴崎貴大的X（前Twitter） （日語）